# Nicolas II Chrysobergès
Pour les articles homonymes, voir Nicolas II.
Nicolas II Chrysobergès (en grec : Νικόλαος Β΄ Χρυσοβέργης) fut patriarche de Constantinople d'avril ou mai 980 au 16 décembre 992. Il fut canonisé et est fêté par l’Église orthodoxe le 16 décembre.

## Biographie

### Famille
Nicolas II Chrysobergès, dont la date et le lieu de naissance nous sont inconnus, provient d’une famille propriétaire terrienne dans la région de Smyrne (Izmir). Plusieurs membres de sa famille ont pu accéder à des postes administratifs provinciaux, notamment des juges, des chartulaires et des logariastes à Mélitène, Charsianon et en Crête entre le Xe et le XIIe siècle, en plus de fonctions ecclésiastiques comme métropolites et archevêques à Corinthe, Naupacte et Sardes. Deux membres de sa famille accèdent également au patriarcat après lui, Luc Chrysobergès à Constantinople de 1157 à 1170 et Théodose III Chrysobergès à Antioche de 1180 à 1182.

### Avant le patriarcat
Les activités de Nicolas II avant son patriarcat de 980 sont peu documentées, mais il semblerait qu’il ait été évêque. Selon certaines sources, il aurait été en fonction en Russie pour évangéliser les Slaves.

### Patriarche de Constantinople
Son ordination en tant que patriarche de Constantinople à lieu en avril ou en mai 980 (ou en 981 selon certaines sources), après plus de deux ans durant lesquels la position était vacante à la suite de la démission de son prédécesseur, Antoine III Studite. La raison de cette démission est encore très mal comprise et il est parfois mentionné qu’il est déposé par le synode ou qu’il ait rendu l’empereur Basile II mécontent de lui. Quoi qu’il en soit, les dates relatives aux épiscopats et aux vacances du siège à la fin du Xe siècle divergent selon les différentes sources, mais la chronologie la plus vraisemblable serait celle d’avril ou mai 980 jusqu'au 16 décembre 992.
Bien que le patriarche soit la plus haute instance ecclésiastique de l’empire, il n’a pas tout à fait la même importance que le Pape dans l’Église catholique. En effet, il y a plus d’un patriarche, dont un à Antioche, à Alexandrie, à Jérusalem et à Constantinople. Le siège de Constantinople est symboliquement deuxième dans la hiérarchie après celui de Rome puisqu’il est dans la cité impériale, la nouvelle Rome. Ils sont tous au-dessus des métropolites et des archevêques, et les décisions sont généralement faites en concile, de manière collégiale.
Il n’y a que très peu d’informations directes sur ses accomplissements. Louis Moréri, dans son Grand dictionnaire historique, mentionne qu’il est « dit de lui qu’il gouverna avec assez de douceur son Église ». Nous savons par contre que c’est sous son patriarcat que les Slaves de la Rus’ de Kiev sont officiellement convertis au christianisme grâce au baptême du prince Vladimir Ier, en échange d’un mariage avec la sœur de l’empereur Basile II, Anna Porphyrogénète, en 988. Ce baptême permis à Basile II d'obtenir l'aide du prince de Kiev pour mater la révolte du général Bardas Phocas le Jeune. Toutefois, rien n’indique l’ampleur de l’implication du patriarche de Constantinople dans cette conversion. Certaines sources disent qu’il aurait lui-même célébré le baptême de Vladimir Ier, tandis que d’autres parlent plutôt du métropolite de Chersonèse. C’est également Nicolas II qui ordonne Léonce, deuxième patriarche de Kiev et de toute la Rus’, en 992. Louis-Jean Guénebault dit que la vénération des orthodoxes russes pour saint Nicolas (de Myre) est un hommage au patriarche Nicholas II Chrysobergès (du même prénom), celui qui a consacré le premier évêque du territoire.
Le 11 juin 882, un moine du mont Athos aurait reçu la visite de l’archange Gabriel qui lui aurait remis une tablette sur laquelle était gravée les premiers vers de l’hymne à la vierge dite « Axion estin » (incipit des deux premiers mots grecs la composant). Nicolas II Chrysobergès, ayant eu vent du miracle, fait venir la relique à Hagia Sofia (Sainte-Sophie), à Constantinople. La relique est aujourd’hui perdue, mais les vers font encore partie de la liturgie orthodoxe, tout comme l’iconographie qui lui est reliée.
Pour ce qui est de la position du patriarche Nicolas II Chrysobergès à propos du dilemme qui secoue l’Église orientale à son époque, à savoir le rapprochement désiré ou non avec l’église romaine occidentale, il y a peu de sources qui en font mention, mais il semble s’être rangé du même côté que ses prédécesseurs (au moins depuis Polyeucte de Constantinople) tous en faveur du rapprochement. Une chose est sûre, c’est qu’il était contre l’adoration de certaines images malgré la fin de l'iconoclasme en 843, la preuve étant la censure infligée à Syméon le Nouveau Théologien, qui vouait une adoration à une icône représentant son ancien maître, Syméon le Studite.
Son patriarcat s’étale sur une durée de 12 ans et huit mois, jusqu’à sa mort le 16 décembre 992 (ou en 991 selon les sources), laissant encore une fois vacant le siège pendant près de quatre ans jusqu’à la nomination de son successeur, Sisinios II, le 12 avril 996. Il a été canonisé avant la régulation du procédé et est fêté le 16 décembre chez les orthodoxes.